# Congresso Geral do Povo (Líbia)
O Congresso Geral do Povo  (em árabe: مؤتمر الشعب العام الليبي translit. Mu'tammar al-sha'ab al 'âmm) foi a legislatura nacional da Líbia. Constitui-se de 2 700 representantes dos congressos populares de base, que são entidades locais.
O Congresso Geral do Povo atua como intermediário entre as massas e a liderança. É composto pelas secretarias de aproximadamente  600 congressos populares de base. É também o forum de interação com o Comitê Geral do Povo, que equivale ao gabinete de ministros do governo líbio.
O secretário do Congresso Geral do Povo  e os secretários (ministros) são indicados pelo secretário-geral do Comitê Geral do Povo (primeiro-ministro). Posteriormente são confirmados pela assembleia anual do Congresso Geral do Povo. O atual secretário-geral do Comitê Geral do Povo é Baghdadi Mahmudi.

## Salão do Povo
O Salão do Povo, onde ocorrem a as reuniões do Congresso, foi incendiado em fevereiro de 2011, durante a Guerra Civil Líbia.